# Heinz Dargelis
Heinz Dargelis (* 19. Dezember 1940 in Neuruppin) ist ein deutscher Fotograf.

## Leben und Werk
Dargelis absolvierte eine Lehre als Fotograf. Nach dem Wehrdienst in der NVA studierte er ab 1962 an der Fakultät für Landwirtschaft der Humboldt-Universität zu Berlin. Nach dem Studienabschluss arbeitete der bis 1969 als Fotograf im Institut für Obstbau der Universität in Marquardt, dann in verschiedenen Institutionen, u. a. der Film- und Bildstelle Berlin. 1965 erwarb er den Meisterbrief. Er arbeitete beim Berliner Verlag und war ab 1969 Fotoreporter der Zeitschrift Für Dich. Von 1969 bis 1979 machte er ein Fernstudium in der Fachrichtung Fotografik an der Hochschule für Grafik und Buchkunst Leipzig.
Von 1969 bis 1979 gehörte er zur Gruppe Jugendfoto Berlin. Ab 1979 bis zu deren Einstellung war er freischaffend Fotoreporter der Neuen Berliner Illustrierten. Er war bis 1990 Mitglied des Verbands Bildender Künstler der DDR und des Verbands der Journalisten der DDR.
Vom Herbst 1989 bis Mai 1980 dokumentierte Dargelis mit Bernd-Horst Sefzik, Gerhard Zwickert, Eberhard Klöppel, Peter Leske und Werner Schulze von der Ostsee über Berlin bis Bayern fotografisch die Grenzanlagen zwischen der DDR und der Bundesrepublik.

## Bücher mit Fotografien Dargelis’ (unvollständig)
- Gisela Karau (Texte): 24 Stunden sind ein Tag. Berlin. Hauptstadt der DDR. Berlin-Information, 1981.
- Heinz Hoffmann, Rainer Knapp: Fotografie in der DDR. Ein Beitrag zur Bildgeschichte. VEB Fotokinoverlag Leipzig, 1987.
- Günther Drommer (Hrsg.): Schau-Ins-Land. Ein Foto-Lese-Buch. Luchterhand Literaturverlag, Berlin/Weimar 1989; ISBN 978-3-35101-453-7.
- Auferstanden aus den Nischen. Dokumente einer Revolution. Allgemeiner Deutscher Verlag, NBI, Berlin, 1990; ISBN 978-3-86020-014-8 (Text Stefan Heym).
- Walter Nowojski (Hrsg.): Rudolf Hirsch. Aus einer verlorenen Welt. Das Neue Berlin, Berlin 2002, ISBN 3-360-00979-7.
- Theo O. Immisch et al. (Hrsg.): Grenzfälle. Falling Barriers. Kerber Verlag, Bielefeld, Berlin, 2009; ISBN 978-3-86678-348-5

## Ausstellungen (unvollständig)

### Teilnahme an zentralen und wichtigen regionalen Ausstellungen in der DDR
- 1982/1983: IX. Kunstausstellung der DDR
- 1985: Berlin, Nationalgalerie („Auf gemeinsamen Wegen. Kunstausstellung zum 40. Jahrestag des Sieges über den Hitlerfaschismus und der Befreiung des deutschen Volkes“)
- 1986: Berlin, Ausstellungszentrum am Fernsehturm („3. Porträtfotoschau der DDR“)
- 1986: Cottbus, Staatliche Kunstsammlungen („Fotografie in der Kunst der DDR“)

### Ausstellungen seit der deutschen Wiedervereinigung
- 1990: Berlin, Fotogalerie Friedrichshain („Grenzfälle. Mauerbilder von Heinz Dargelis, Eberhard Klöppel, Peter Leske, Werner Schulze Bernd-Horst Sefzik und Gerhard Zwickert“)
- 2019/2020: Berlin, Museum in der Kulturbrauerei („Deutschland wird eins. Der Abbau der innerdeutschen Grenze“)